# 103省道 (安徽省)
安徽103省道，又称合黄路，是安徽省的一条省级干线公路。 103省道起于合肥市肥西县上派镇 烟汕线，终于黄山市休宁县璜尖乡皖浙省界（2011年规划终于屯溪区横江桥）。途经肥西县严店乡、三河镇、庐江县白山镇、白湖镇、龙桥镇、矾山镇、枞阳县钱铺镇、铜陵市郊区陈瑶湖镇、老洲镇、青阳县丁桥镇、木镇镇、南陵县烟墩镇、泾县云岭镇、黄山区龙门乡、甘棠镇、仙源镇、谭家桥镇、汤口镇、徽州区杨村乡、洽舍乡、潜口镇、岩寺镇、屯溪区屯光镇、黄山市区、休宁县源芳乡、璜尖乡。